# كريم جاكسون
كريم جاكسون (بالإنجليزية: Kareem Jackson)‏ هو لاعب كرة قدم أمريكية أمريكي، ولد في 10 أبريل 1988 في ماكون في الولايات المتحدة.

## وصلات خارجية
- كريم جاكسون على موقع مرجع كرة القدم المحترفة.كوم (الإنجليزية)